# Styx (Band)
Styx ist eine US-amerikanische Rockband aus Chicago, die vor allem während der 1970er und 1980er Jahre Weltruhm erlangte. Styx gehört zu den bekanntesten Vertretern des Adult Oriented Rock.

## Geschichte
Ende der 1960er Jahre hatte sich die Band als The Tradewinds gegründet. Die langjährigen Mitglieder Dennis DeYoung (Gesang, Tasteninstrumente) sowie als Rhythmusgruppe die Brüder Chuck und John Panozzo waren bereits in dieser Formation dabei. Als TW4 trat die Gruppe bald darauf mit den Gitarristen James Young (J. Y.) und John Curulewski auf. Ein Plattenvertrag mit Wooden Nickel Records wurde unter dem Bandnamen Styx abgeschlossen.
Unter diesem Label erschienen die Alben Styx (1972), Styx II (1973), The Serpent Is Rising (1973) und Man of Miracles (1974). Dabei handelte es sich um eine Mischung von schnörkellosem Gitarrenrock und verspieltem Art Rock mit Orgelfugen und Choralgesängen. Gemeinsam mit zahlreichen Liveauftritten in Clubs und Bildungseinrichtungen bildeten diese Alben ein stabiles Fundament für ihren Erfolg, der sich zunächst auf die Region um Chicago beschränkte. Die Power-Ballade Lady (Styx II) gelangte bald auch überregional in die Radio-Playlists. 1975 avancierte der Song zum Top-10-Hit, wenig später erhielt Styx II Gold.
Beflügelt von dieser nachträglichen Hit-Single unterschrieb Styx bald bei A&M Records, das Album Equinox (1975) erlangte gute Verkaufszahlen, die Single-Auskopplung Lorelei wurde ein mittlerer Erfolg. Curulewski hatte den Vertrag mit A&M nicht unterzeichnet, als neuer Sänger und Gitarrist stieß Tommy Shaw zu der Band. Während Shaws Debüt-Album Crystal Ball (1976) noch von mäßigem Erfolg gekrönt war, wurde das Folgealbum The Grand Illusion (1977) der endgültige Durchbruch von Styx. Die Platte erreichte Platin und der Top-10-Hit Come Sail Away gelangte weltweit in die Radio-Playlisten.
1978 veröffentlichte Styx ihr erfolgreiches achtes Album Pieces of Eight, von dem die Singles Blue Collar Man und Renegade ausgekoppelt wurden. Das nächste Album Cornerstone (1979) bekam den Platin-Status. Die beiden Single-Auskopplungen Babe und Boat on the River wurden zu Nummer-eins-Hits. Styx’ zehntes Album kam im Jahr 1981 heraus, Paradise Theatre. Größter Hit war The Best of Times. Es war auch gleichzeitig das kommerziell erfolgreichste Album der Band und landete auf Platz eins der Billboard Hot 100 Charts.
Nach sechsmonatiger Arbeit entstand 1983 unter dem Titel Kilroy Was Here jenes Album, das den Niedergang der Band einleitete. Obwohl der Song Mr. Roboto einer der großen Discohits des Jahres war – über 1.000.000 Singles wurden verkauft – war das Album kommerziell weniger erfolgreich als seine Vorgänger, es unterbrach die Reihe der Multiplatinalben und bekam nur Einfachplatin. Die Band brach auch die darauffolgende Tour ab, da sie unrentabel war.
Aufgrund des nachlassenden Erfolgs löste sich die Band 1984 auf, die meisten Mitglieder begannen Solokarrieren. Tommy Shaw schloss sich den Damn Yankees an.
1990 fand sich die Band für ein neues Album, Edge of the Century, zusammen. Für Tommy Shaw kam allerdings Glen Burtnik zu Styx. In den 1990er Jahren gab es einige Umbesetzungen: Dennis DeYoung und Chuck Panozzo verließen die Band, dafür kehrte Tommy Shaw zurück, neu dazu kamen Lawrence Gowan (Keyboard, Gesang) und Todd Sucherman (Schlagzeug).
Die neue Styx-Besetzung veröffentlichte mehrere Live-Alben und brachte im Februar 2003 das Studioalbum Cyclorama heraus, das Platz 127 der Billboard 200 Albumcharts erreichte. Die Single Waiting for Our Time erreichte für eine Woche Platz 37 der Billboard Mainstream Rock Charts. Styx tourte während dieser Zeit ausgiebig und veröffentlichte weitere Live-Alben.
Burtnik verließ Styx im September 2003. Er wurde durch Ricky Phillips, früher bei The Babys und Bad English, ersetzt. Panozzo spielt weiterhin Bass bei einigen Shows mit Phillips an der Rhythmusgitarre, während Phillips als Ersatzbassist für Panozzo bei Shows ohne ihn einsprang. Burtnik hingegen arbeitete in den nächsten Jahren bei zahlreichen Tourneen mit DeYoung zusammen.
Im Jahr 2005 veröffentlichte Styx ein Album mit Coversongs mit dem Titel Big Bang Theory, das die Billboard Top 50 der Albumcharts erreichte. Ihre Version des Beatles-Songs I Am the Walrus wurde im Radio gespielt, und es wurde ein Video zu dem Song gedreht, das anschließend in ihren Live-Shows verwendet wurde. Dennoch hatte das Album nur eine kurze Lebensdauer in den Charts und konnte sich nicht sonderlich durchsetzen.
Styx rangiert laut der RIAA, die Künstlern und Gruppen Gold-/Platinstatus verleiht, mit 17,5 Millionen verkauften Tonträgern in den Vereinigten Staaten auf Platz 152 (Stand: September 2021).
Styx tourten beständig und führten 2011 u. a. auch die Alben The Grand Illusion und Pieces of Eight Tour in ihrer Gesamtheit auf. Bei diesen Gelegenheiten entstanden auch die Aufnahmen zur Live-DVD/BluRay The Grand Illusion – Pieces Of Eight Live.

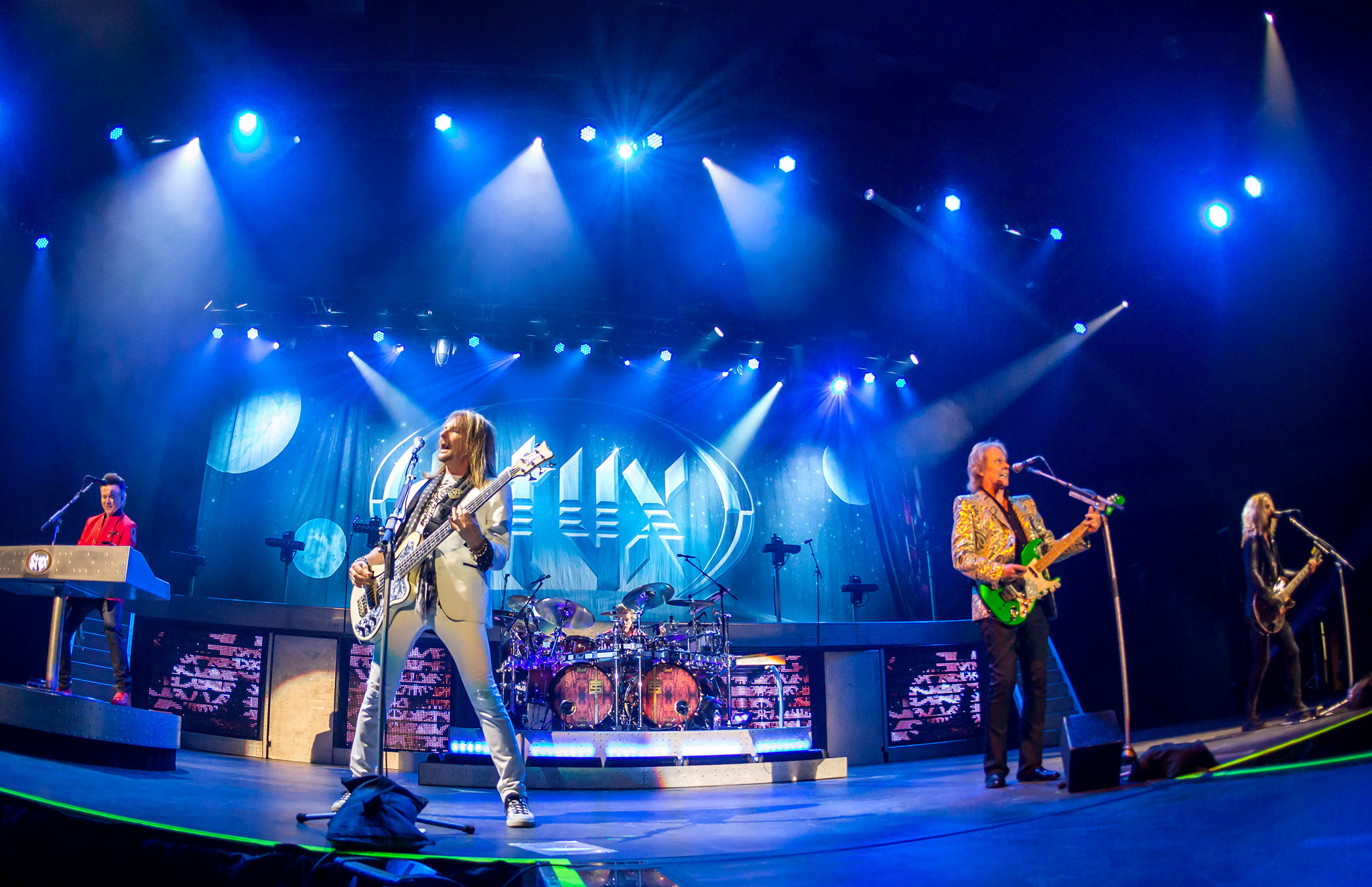
Styx, 2017

Am 21. April 2017 kündigte Styx ein Studioalbum mit dem Titel The Mission an und veröffentlichte gleichzeitig die Single Gone Gone Gone. Das Album wurde am 16. Juni 2017 veröffentlicht und ist ein Konzeptalbum über eine Mission zum Mars.
Am 25. Juni 2019 listete das New York Times Magazine Styx unter Hunderten von Künstlern auf, deren Material angeblich beim Universal-Brand 2008 zerstört wurde.
Am 7. April 2021 kündigte Styx über soziale Medien an, dass sie eine EP mit dem Titel The Same Stardust veröffentlichen würden, die zwei neue Stücke sowie einige Live-Aufnahmen enthalten würde. Die EP wurde auf Vinyl am 12. Juni 2021 exklusiv in Indie-Plattenläden als Teil der RSD Drops für den Record Store Day 2021 veröffentlicht.
Am 18. Juni 2021 wurde das Album Crash of the Crown veröffentlicht. Der Gitarrist Will Evankovich, der The Mission und Crash of the Crown produzierte, trat bereits 2019 mit der Band auf, um The Mission in seiner Gesamtheit zu spielen und schloss sich Styx auch für die Sommertour 2021 an.

## Diskografie
StudioalbenStyx (Band)/Diskografie